# Perpetual Light: A Memorial
Perpetual Light: A Memorial – tomik wierszy amerykańskiego poety Williama Rose’a Benéta (brata Stephena Vincenta Benéta), późniejszego laureata Nagrody Pulitzera, opublikowany w 1919. Poeta zadedykował go zmarłej żonie Teresie Frances Thompson.